# Devin Bush (Footballspieler, 1998)
Devin Bush Jr. (* 18. Juli 1998 in Pembroke Pines, Florida) ist ein US-amerikanischer American-Football-Spieler auf der Position des Linebackers. Er spielt für die Cleveland Browns in der National Football League (NFL). 2019 wurde er an zehnter Stelle von den Pittsburgh Steelers gedraftet. Zuvor spielte er für die University of Michigan College Football.

## Persönliches
Devin Bush Jr. ist der Sohn von Devin Bush, der von 1995 bis 2002 ebenfalls in der NFL American Football auf der Position des Safetys spielte. Devin Bush Jr. wuchs in Pembroke Pines, Florida auf, wo er die Charles W. Flanagan High School besuchte.

## College
Devin Jr. schlug das Angebot der Florida State University aus, wo sein Vater zuvor gespielt hatte, und entschied sich, stattdessen auf die University of Michigan zu gehen, um für die Michigan Wolverines College Football zu spielen. Im Laufe seiner College-Karriere erhielt er zahlreiche Auszeichnungen, darunter Consensus All-American (2018), First Team All-American der Football Writers Association of America (FWAA) (2018), Big Ten Defensive Player of the Year (2018), Big Ten Linebacker of the Year (2018), Second und First Team All-American Walter Camp (2017 und 2018). Er verzichtete auf sein letztes Jahr im College und die Teilnahme am Peach Bowl, um sich für den NFL Draft 2019 anzumelden.

### College-Statistiken
| Michigan Wolverines | Michigan Wolverines | Michigan Wolverines | Michigan Wolverines | Michigan Wolverines | Michigan Wolverines | Michigan Wolverines | Michigan Wolverines | Michigan Wolverines | Michigan Wolverines | Michigan Wolverines | Michigan Wolverines | Michigan Wolverines | Michigan Wolverines | Michigan Wolverines | Michigan Wolverines |
| Jahr                | Schuljahr           | Position            | Gespielte Spiele    | Tackles             | Tackles             | Tackles             | Tackles             | Tackles             | Interceptions       | Interceptions       | Interceptions       | Interceptions       | Interceptions       | Fumbles             | Fumbles             |
| Jahr                | Schuljahr           | Position            | Gespielte Spiele    | Solo                | Assisted            | Total               | Loss                | Sack                | Int                 | Yards               | Avg                 | TD                  | PD                  | FR                  | FF                  |
| ------------------- | ------------------- | ------------------- | ------------------- | ------------------- | ------------------- | ------------------- | ------------------- | ------------------- | ------------------- | ------------------- | ------------------- | ------------------- | ------------------- | ------------------- | ------------------- |
| 2016                | Freshman            | LB                  | 7                   | 6                   | 5                   | 11                  | 0.0                 | 0.0                 | 0                   | 0                   | 0.0                 | 0                   | 0                   | 0                   | 1                   |
| 2017                | Sophomore           | LB                  | 13                  | 44                  | 51                  | 95                  | 10.0                | 5.5                 | 1                   | 0                   | 0.0                 | 0                   | 7                   | 0                   | 0                   |
| 2018                | Junior              | LB                  | 12                  | 41                  | 25                  | 66                  | 8.5                 | 4.5                 | 0                   | 0                   | 0.0                 | 0                   | 4                   | 0                   | 0                   |

Quelle:

## NFL
Mit dem insgesamt zehnten Pick des NFL Drafts 2019 wählten die Pittsburgh Steelers Devin Bush Jr. aus. Dabei tauschten die Steelers ihren vorherigen Draft Pick an Position 20 mit den Denver Broncos. Die Broncos erhielten dafür den Erstrundenpick der Steelers 2019 sowie den Zweitrundenpick 2019 und den Drittrundenpick im NFL Draft 2020.

### 2019
Bush etablierte sich in seiner Rookie-Saison direkt als Stammspieler. Er bestritt alle 16 Regular-Season-Spiele, 15 davon als Starter. Seinen ersten Sack in der NFL verzeichnete er in Woche 4 gegen die Cincinnati Bengals. In Woche 6 fing er beim 24:17-Sieg über die Los Angeles Chargers einen Rückwärtspass von Philip Rivers ab und trug ihn zum Touchdown zurück. Nur vier Spielzüge später führte seine Interception zu einem weiteren Touchdown der Steelers. Mit insgesamt 109 Tackles führte Bush 2019 sein Team in dieser Statistik an und wurde von Pro Football Writers of America in das All-Rookie Team gewählt. Bei der Wahl zum Rookie of the Year wurde er Dritter hinter Nick Bosa und Maxx Crosby.

### 2020
2020 lief Devin Jr. in den ersten fünf Spielen als Starter und bei jedem Defensiv-Spielzug auf dem Feld auf das Spielfeld. Im fünften Spiel riss er sich ohne gegnerische Einwirkung das Kreuzband und wurde auf die Injured Reserve List gesetzt. Damit war die Saison für ihn vorzeitig beendet.

### 2021 und 2022
Nach der Rückkehr ins Team konnte der Linebacker nicht ganz an die Leistungen der Vorjahre anknüpfen. In den Jahren 2021 und 2022 zusammen verzeichnete er 151 Tackles, davon allerdings nur 4 Tackles for Loss, dazu kamen ein erzwungener Fumble und zwei Sacks. Nach 14 Einsätzen 2021, alle als Starter, stand er 2022 in allen Regular-Season-Spielen auf dem Spielfeld.

### 2023
Im März 2023 nahmen die Seattle Seahawks Bush unter Vertrag. Bei den Seahawks konnte sich Bush keinen Stammplatz erkämpfen. Er wurde in 13 Spielen eingesetzt, davon allerdings nur dreimal als Starter und überwiegend in den Special Teams.

### 2024
Zur Saison 2024 schloss Bush sich den Cleveland Browns an. Für Cleveland bestritt er in dieser Spielzeit 16 Spiele, wiederum zum Teil in den Special Teams. Zehnmal wurde er von Beginn an eingesetzt. Am 12. März 2025 einigten sich die Browns mit Devin Bush Jr. auf eine Vertragsverlängerung um ein weiteres Jahr.

### NFL-Statistiken
| Saison                             | Saison | Spiele | Spiele      | Tackles | Tackles | Tackles | Tackles | Interceptions | Interceptions | Interceptions | Interceptions | Interceptions | Fumbles | Fumbles | Fumbles |
| Jahr                               | Team   | Spiele | als Starter | Gesamt  | Solo    | Ast     | Sacks   | PD            | INT           | Yds           | Lng           | TD            | FF      | FR      | TD      |
| ---------------------------------- | ------ | ------ | ----------- | ------- | ------- | ------- | ------- | ------------- | ------------- | ------------- | ------------- | ------------- | ------- | ------- | ------- |
| 2019                               | PIT    | 16     | 15          | 109     | 72      | 37      | 1,0     | 4             | 2             | 6             | 6             | 0             | 1       | 4       | 1       |
| 2020                               | PIT    | 5      | 5           | 26      | 16      | 10      | 1,0     | 3             | 0             | 0             | 0             | 0             | 0       | 0       | 0       |
| 2021                               | PIT    | 14     | 14          | 70      | 41      | 29      | 2,0     | 4             | 0             | 0             | 0             | 0             | 1       | 1       | 0       |
| 2022                               | PIT    | 17     | 14          | 81      | 44      | 37      | 0,0     | 2             | 0             | 0             | 0             | 0             | 0       | 0       | 0       |
| 2023                               | SEA    | 13     | 3           | 37      | 18      | 19      | 0,0     | 0             | 0             | 0             | 0             | 0             | 0       | 0       | 0       |
| 2024                               | CLE    | 16     | 10          | 76      | 45      | 31      | 1,0     | 3             | 0             | 0             | 0             | 0             | 0       | 0       | 0       |
| Gesamt                             | Gesamt | 81     | 61          | 399     | 236     | 163     | 5,0     | 16            | 2             | 6             | 6             | 0             | 2       | 5       | 1       |
| Quelle: pro-football-reference.com |        |        |             |         |         |         |         |               |               |               |               |               |         |         |         |